# نمنجا موتیکا
نمنجا موتیکا (سیریلیک صربی: Немања Мотика؛ زادهٔ ۲۰ مارس ۲۰۰۳) بازیکن فوتبال اهل آلمان است.
وی همچنین در تیم‌های ملی فوتبال Germany national under-16 football team و Serbia national under-19 football team بازی کرده‌است.